# Groupe de NGC 5970
Le groupe de NGC 5970 comprend au moins quatre galaxies situées dans la constellation du Serpent. La distance moyenne entre ce groupe et la Voie lactée est d'environ 29,7 Mpc (∼96,9 millions d'al). 

## Membres
Le tableau ci-dessous liste les quatre galaxies du groupe indiquées dans l'article de A.M. Garcia paru en 1993.
Abraham Mahtessian mentionne aussi un trio de galaxies formé de NGC 5956, NGC 5957 et NGC 5970.
| Nom      | Class. | Type                     | α (J2000.0)   | δ (J2000.0) | Vitesse radiale (km/s) | m    | Distance (Mpc) | Diamètre (kal) |
| -------- | ------ | ------------------------ | ------------- | ----------- | ---------------------- | ---- | -------------- | -------------- |
| NGC 5956 | SBc    | Spirale                  | 15h 34m 58.5s | 11° 45′ 01″ | 1889 ± 1               | 12,3 | 29,9 ± 2,1     | 57             |
| NGC 5957 | SBb,   | Spirale barrée           | 15h 35m 23.2s | 12° 02′ 51″ | 1814 ± 3               | 11,7 | 28,8 ± 2,0     | 114            |
| NGC 5970 | SB(r)c | Spirale barrée           | 15h 38m 30.0s | 12° 11′ 12″ | 1957 ± 1               | 11,5 | 30,8 ± 2,2     | 80             |
| UGC 9941 | Im?    | Irrégulière magellanique | 15h 38m 22.1s | 12° 57′ 39″ | 1859 ± 5               | 15,1 | 29,4 ± 2,1     | 51             |

Le site DeepskyLog permet de trouver aisément les constellations des galaxies mentionnées dans ce tableau ou si elles ne s'y trouvent pas, l'outil du site constellation permet de le faire à l'aide des coordonnées de la galaxie. Sauf indication contraire, les données proviennent du site NASA/IPAC.